# Robert Maillet

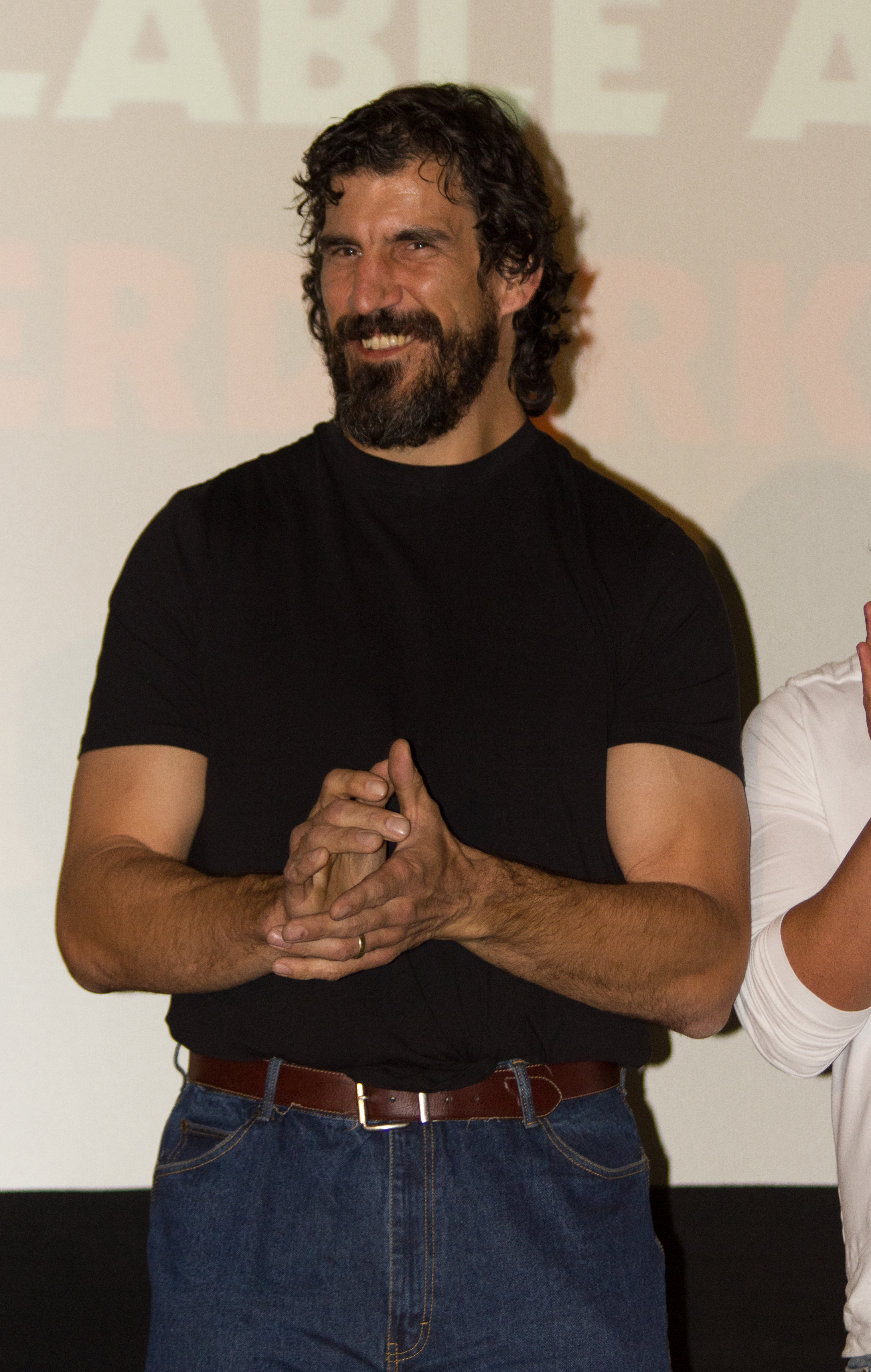
Robert Maillet 2011.

Robert Mailiet, född 26 oktober 1969, är en kanadensisk före detta utövare av wrestling känd genom wrestlingnamnen Kurrgan, The Interrogator samt även Acadian Giant. 
Han är känd för sin längd på 2 meter och 8 centimeter och medverkar i filmen 300 som en jätte som blir dödad av Leonidas samt får ett stort spjut i ögat. Han var känd i WWE därför att han deltog i stallen The Truth Commission samt The Oddities där han framstod som den andre jätten i längd efter Giant Silva som är 2 meter och 20 centimeter cirka.